# Флоинг Спрингс (Аризона)
Флоинг Спрингс (енгл. Flowing Springs) насељено је место без административног статуса у америчкој савезној држави Аризона.

## Демографија
По попису из 2010. године број становника је 42.
| Група             | 2000.    | 2010.      |
| Белци             | 0 (0,0%) | 41 (97,6%) |
| Афроамериканци    | 0 (0,0%) | 0 (0,0%)   |
| Азијати           | 0 (0,0%) | 0 (0,0%)   |
| Хиспаноамериканци | 0 (0,0%) | 0 (0,0%)   |
| Укупно            | 0        | 42         |